# 16 segmentos

Matrices de segmentos mostradas una junto a la otra: 7 segmentos, 9 segmentos, 14 segmentos y 16 segmentos.

Números arábigos y letras de la ISO alfabeto latino básico en un típico display de 16 segmentos.

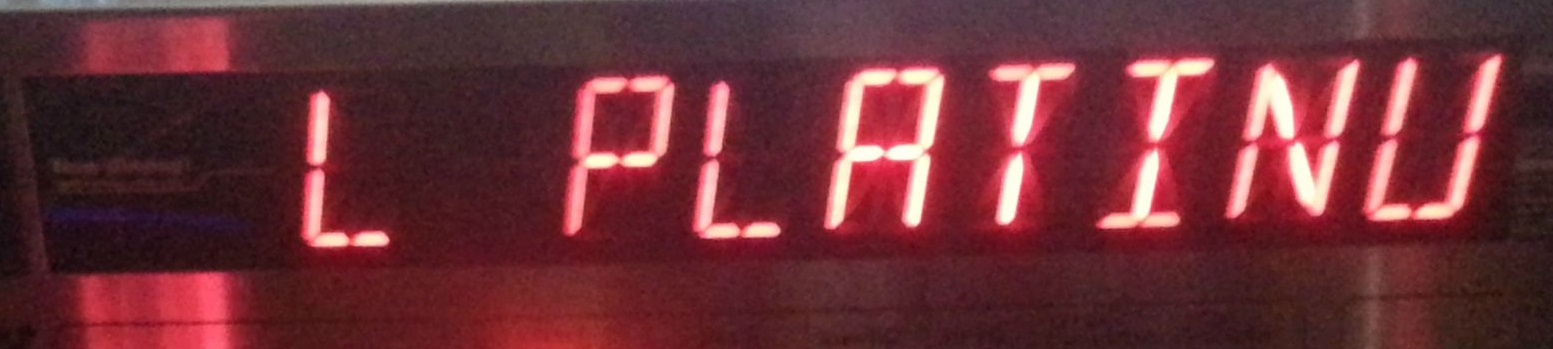
Un display de dieciséis segmentos en una máquina arcade Beatmania IIDX.

Un visualizador de dieciséis segmentos (SISD, por sus siglas en inglés) es un tipo de pantalla con 16 secciones que pueden ser encendidas o apagadas para producir un patrón gráfico. Es una extensión del más común visualizador de siete segmentos, añadiendo cuatro segmentos diagonales, dos verticales en el medio y dividiendo en mitades los tres horizontales. Entre otras variantes se incluyen el visualizador de catorce segmentos, donde no se dividen los segmentos horizontales superior e inferior, y el visualizador de veintidós segmentos, que admite caracteres para letras minúsculas con asta descendente.
A menudo se emplea un generador de caracteres para traducir código ASCII de 7 bit a los 16 bit que indican cuáles segmentos se encienden o apagan.

## Aplicaciones
Los visualizadores de dieciséis segmentos fueron diseñados originalmente para mostrar caracteres alfanuméricos (alfabeto latino y dígitos arábigos). Posteriormente fueron utilizados para visualizar números tailandeses y caracteres persas. Han existido visualizadores no eléctricos usando este patrón desde 1902.
Antes del abaratamiento de los visualizadores de matriz de puntos, los visualizadores de dieciséis y catorce segmentos eran de las pocas opciones disponibles para producir caracteres alfanuméricos en calculadoras y otros sistemas embebidos. Sin embargo, siguen siendo usados algunas veces en videograbadoras, autoestéreos, hornos de microondas, pantallas de identificadores de llamadas y para dar mensajes enmáquinas tragamonedas.
Un visualizador de dieciséis segmentos puede estar construido basándose en una de muchas tecnologías, siendo las tres optoelectrónicas más comunes LED, LCD y VFD. La variante con LED típicamente es manufacturada individual o en paquetes de dos para ser combinados según sea necesario en la creación de una línea de texto de longitud adecuada para la aplicación en cuestión. También pueden ser apilados para la creación de un visualizador multilínea.
Al igual que en los visualizadores de siete y catorce segmentos, puede estar presente un punto decimal y una coma en uno o dos segmentos adicionales. La coma (usada para  agrupar los dígitos en tripletas o como separador decimal en muchas regiones) generalmente es formada combinando el punto decimal con un segmento adyacente  arciforme que desciende hacia la izquierda. De este modo se puede mostrar un punto o una coma entre los caracteres, en lugar usar un espacio completo, que sería el caso si se empleara el segmento vertical inferior de en medio como punto y el segmento diagonal inferior de la izquierda como coma. Estas pantallas fueron muy comunes en las máquinas de pinball para mostrar el puntaje y otra información, antes del uso generalizado de los paneles de matriz de puntos para visualización.